# Abbaye de Pomposa
L'abbaye de Pomposa, située dans la commune de Codigoro dans la province de Ferrare, est une abbaye datant du IXe siècle et l'une des plus importantes de tout le nord de l'Italie. Depuis décembre 2014, le ministère du Patrimoine et des Activités culturels en assure la gestion à travers le complexe muséal d'Émilie-Romagne, devenu en décembre 2019 la « direction régionale des musées ».

## Histoire
La Pomposiana insula, déjà connue dans l'Antiquité, est à l'origine entourée par les eaux du Pô de Goro, du Pô de Volano et de la mer. Une abbaye bénédictine, plus petite que l'actuelle, y est présente à partir du IXe siècle, mais l'installation de la première communauté monastique de la région remonte au VIe – VIIe siècle, fondée à l'époque lombarde par les moines de San Colombano di Bobbio qui y érigea une chapelle. Le premier document historique attestant l'existence de l'abbaye date cependant du IXe siècle : elle est mentionnée dans un fragment de lettre que le pape Jean VIII adressa en 874 à l'empereur Louis II.
En 981, l'abbaye passe sous le contrôle du monastère San Salvatore de Pavie qui, dix-huit ans plus tard, passe sous la juridiction de l'archidiocèse de Ravenne et sous l'autorité de l'archevêque et abbé de Bobbio, Gerberto di Aurillac, qui s'en dégagera plus tard. Elle profite, grâce à des dons privés, d'une période de grande prospérité. L'abbaye visible aujourd'hui est consacrée en 1026 par l'abbé Guido. Au cours de ces années, le magister Mazulo ajoute un narthex avec trois grandes arches à la basilique.
Jusqu'au XIVe siècle, l'abbaye jouit de propriétés, à la fois dans les terres environnantes (dont une saline à Comacchio) et dans le reste de l'Italie, grâce à des dons ; puis elle connait un lent déclin en raison de facteurs géographiques et environnementaux, tels que le paludisme et la submersion de la zone, également causée par la déviation du lit de la rivière (route Ficarolo, 1152). Quand Vitale da Bologne vient peindre à Pomposa, l'abbaye détient 49 églises, réparties dans 18 diocèses de l'Italie du Nord et du Centre, malgré son relatif isolement.
Elle a une grande importance pour la conservation et la diffusion de la culture au Moyen Âge, du fait des moines scribes qui y résident. Le moine Guido d'Arezzo  y conçoit la notation musicale moderne et y fixe le nom des notes de musique. Pierre Damien de Ravenne y séjourne également entre 1040 et 1042, appelé pour instruire les moines.
En 1653, le pape Innocent X supprime le monastère qui, en 1802, est acheté par la famille Guiccioli de Ravenne. À la fin du XIXe siècle sa propriété passe à l'État italien. Le 18 mai 1965, avec la bulle Pomposiana Abbatia, le pape Paul VI accorde aux évêques de Comacchio le titre d'abbé de Pomposa ; en 1986, le privilège passe aux archevêques de Ferrare-Comacchio .

## Édifices

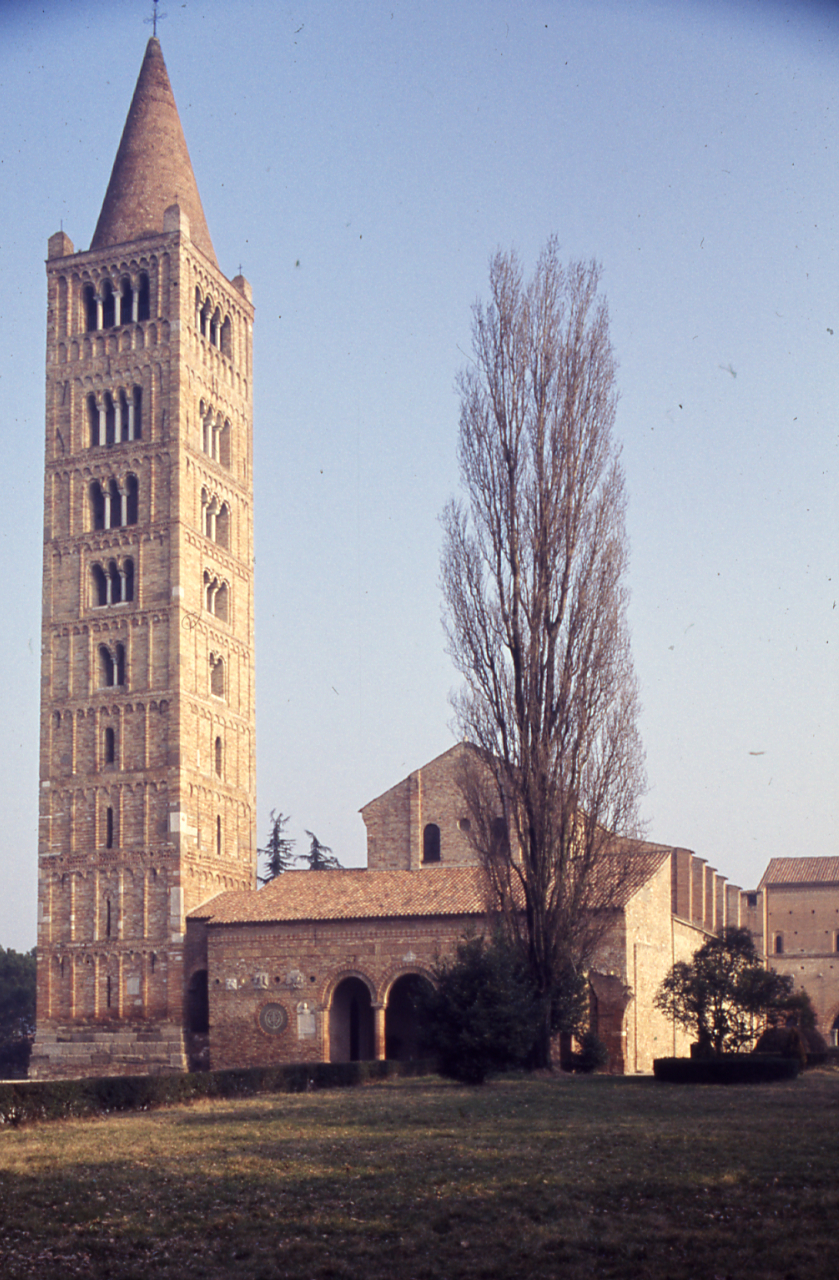
L'abbaye photographiée par Paolo Monti en 1975. Fonds Paolo Monti, BEIC.

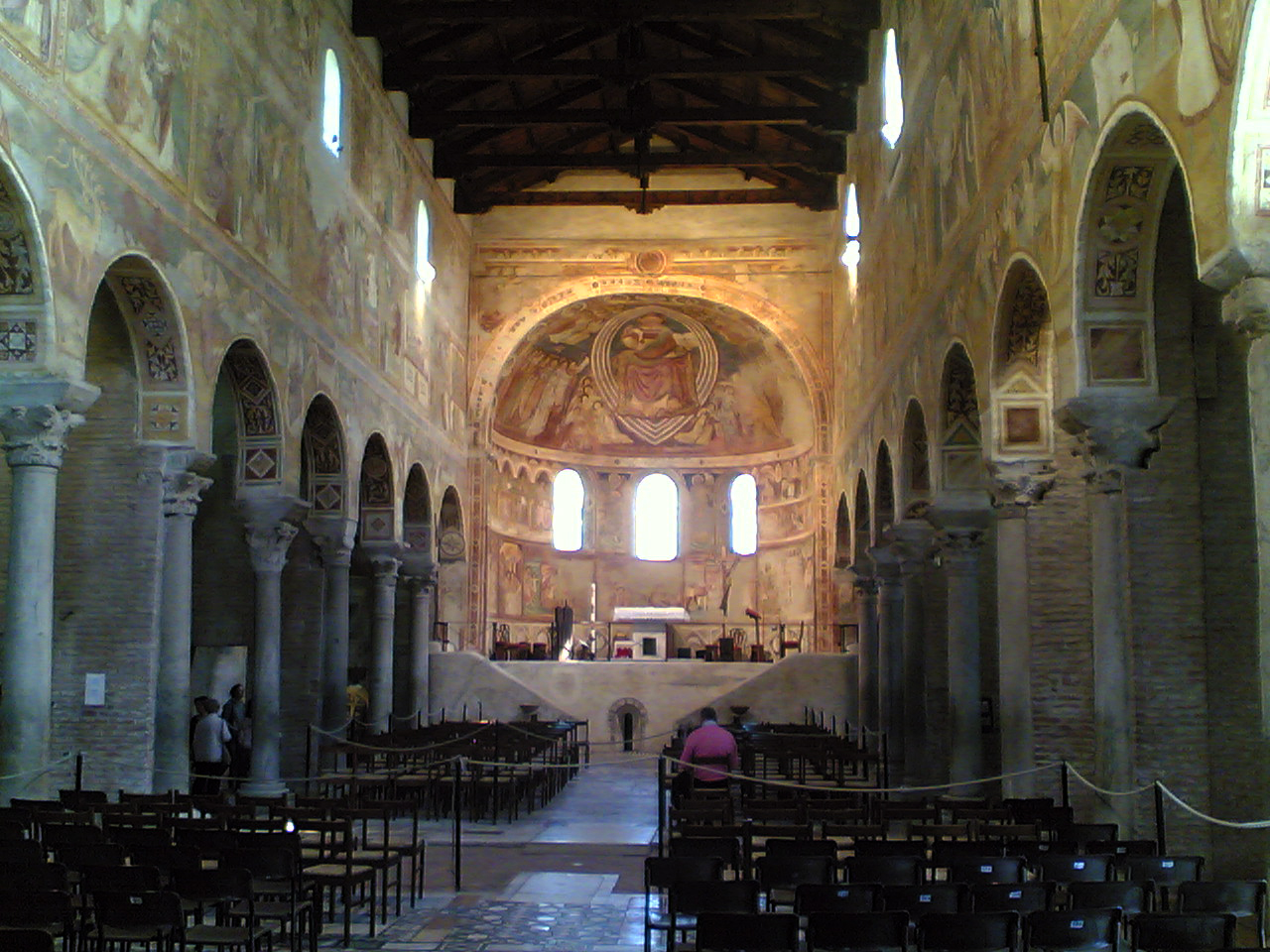
Intérieur de la basilique.

### Basilique Sainte Marie
Le noyau le plus ancien de la basilique remonte au VIIe – IXe siècle ; au XIe siècle, il est rallongé avec l'ajout de deux travées et de l'atrium. Ce dernier est décoré de frises en terre cuite, oculi, bols en majolique, divers animaux à valeur symbolique et religieuse. L'arbre de vie est représenté dans les oculi des arcades. Le décor de l'atrium a une inspiration orientale évidente : perse, par exemple avec les deux griffons ailés qui mangent les fruits de l'arbre de vie dans les deux corniches circulaires, syriaque , disposition des bandes occupant la surface horizontale avec les dessins des grappes, leur disposition, les figures et les symboles insérés entre chaque. Le narthex reprend le style carolingien dans ses formes, qui demeure toutefois embryonnaire dans sa disposition.
L'intérieur de l'église a trois nefs, divisées par des colonnes romaines et byzantines. Le sol en marbre précieux, disposé en opus sectile, date de diverses époques, du VIe au XIIe siècle et représente des animaux monstrueux, des motifs géométriques, des éléments végétaux et figuratifs. Parmi les allégories, le lion symbolise la résurrection du Christ, le dragon le mal toujours vaincu, le cerf est le Christ, les oiseaux avec des ailes au repos représentent la condition humaine. Sur les murs, sont peintes des fresques du XIVe siècle de l'école bolognaise représentant des histoires de l'Ancien Testament, du Nouveau Testament et de l'Apocalypse de Jean exécutées respectivement sur les parties supérieure, moyenne et inférieure. En plus de Saint-Jean dans l'extase de Patmos, parmi les images de l'Apocalypse, sont représentés : l'Agneau sur un chapiteau, dans un clipeus peint avec les pattes posées sur le livre des sceaux ; les quatre chérubins connus comme les représentations du tétramorphe (Livre d'Ézéchiel 1, 10; Apocalypse 4, 6-8) ; les quatre chevaliers aux couleurs blanc, rouge, noir, vert avec autant d'attributs symboliques : couronne, épée, écailles, enfer. Parmi les autres scènes, on trouve : Dieu avec le livre des sept sceaux ; les vingt-quatre anciens ; l'archange Michel se battant contre le diable ; la bête à sept têtes ; l'hydre qui menace l'Église représentée comme une figure féminine confiante puisqu'elle domine le temps, c'est-à-dire la lune placée à ses pieds (Révélation de Jean 12, 1-4), la charge de la cavalerie sulfureuse, la femme-Ecclesia (Église) avec un léger gonflement du ventre parce qu'elle est enceinte, le diable chauve-souris, Jean qui se retire pour méditer dans le temple (fresque sud), l'Agneau sur le mont Sion avec les cent cinquante mille rachetés en sa présence, etc.
La charge des chevaliers pomposiens évoque le thème de la chasse fantastique liée à la bande d'Hellequin (Arlequin), fruit de l'imaginaire français qui a envahi le folklore de l'Europe médiévale. Le bas-relief de la fin du XIe siècle révèle un style typiquement bourguignon, au point de faire apparaître un lien probable avec Cluny. Le Christ juge et combat à travers le Verbum Dei (Parole de Dieu) qui conduit à une vision ultérieure dans laquelle un ange d'un oculus solaire, symbole de l'Église, invite les oiseaux du ciel au banquet de Dieu. A la fin du cycle, la fresque sur le mur nord près de l'abside montre un ange aux ailes majestueuses qui repousse le dragon dans l'abîme.

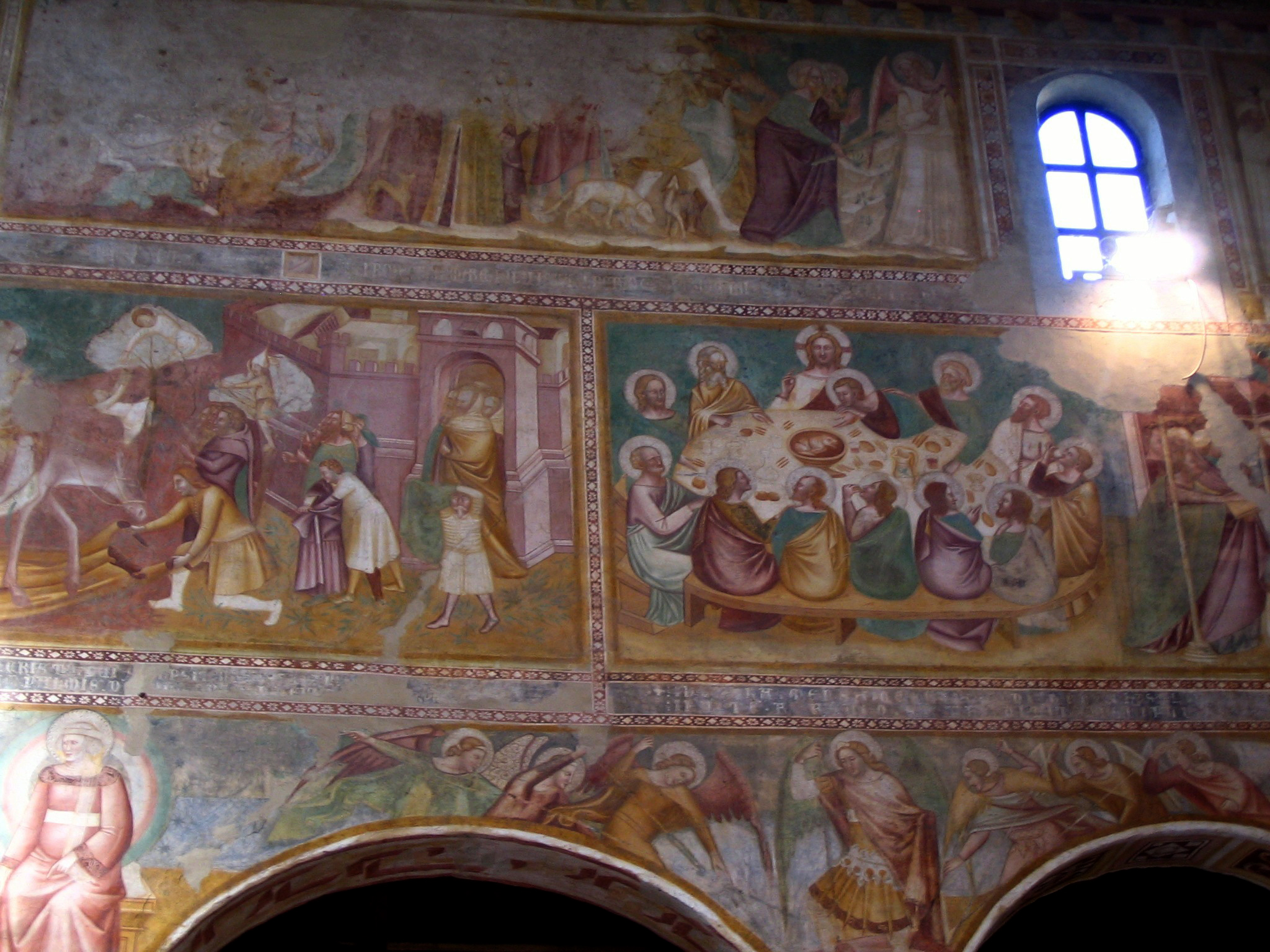
Fresques de la nef.

Parmi les images relatives à l'Ancien Testament, figurent : Adam, Eve et le péché originel, Caïn et Abel, l'arche de Noé et le déluge, des épisodes de la vie d'Abraham, Jacob et son rêve, Joseph et ses frères, l'Arche d'alliance, David et Goliath, le prophète Daniel dans la fosse aux lions, le prophète Élie enlevé au ciel par un char de feu. Le Nouveau Testament s'ouvre sur la fresque de l'Annonciation avec un tissu urbain en arrière fond, suivi de la Nativité, de l'Adoration des Mages, du Massacre des Innocents, de la présentation de Jésus au Temple, du Baptême du Christ, de la Noces de Cana. Les deux panneaux qui ferment la bande médiane du mur sud de la nef centrale illustrent les passages évangéliques relatifs à la fille de Jaïre et au fils de la veuve de Naïm, tous deux ressuscités par Jésus. La première scène évangélique représentée sur la partie nord de l'abbaye est la résurrection de Lazare de Béthanie, suivie par l'entrée du Christ à Jérusalem, la Dernière Cène, le Jardin des Oliviers (Jésus s'écartant des disciples, l'acceptation du sacrifice, le baiser de Judas). La Crucifixion représente un Christ composite, pâle et sans couronne d'épines, rappelant les fresques de Giotto dans la chapelle Scrovegni et de Giusto de Menabuoi dans le baptistère de Padoue ; les bras tendus à l'agonie et les os des côtes évoquent le thème du crucifixus dolorosus, un mélange de souffrances physiques et intérieures clairement présentes dans les crucifix en bois polychrome du XIVe – XVe siècle; suivi par la Déposition du Christ, l'incrédulité de Thomas, l'Ascension, la Pentecôte.
Sur la façade intérieure, une représentation du Jugement dernier (en bas à droite en regardant la sortie) : les démons effectuant des tortures cruelles, les damnés, Lucifer avec ses mâchoires. De l'autre côté, un ange conduit les bienheureux, parmi lesquels, des évêques et des abbés, vers le Christ ;  les patriarches de l'Église ( Abraham, Isaac et Jacob ) accueillent les âmes des limbes dans la félicité. Le Christ Juge est à l'intérieur d'une mandorle tandis que dans la frise supérieure figure la bénédiction du Christ entre les armées des anges et les bienheureux : cette image fait allusion au triomphe de l'Église (Jérusalem céleste représentée dans le coin gauche) toujours basée sur le sacrifice divin, avec les instruments de la passion à droite : croix, clous de lance. La fresque du Jugement dernier s'éloigne de la transposition de la figure de l'Apocalypse et propose une référence explicite à l'Évangile selon Matthieu, plaçant ainsi Pomposa dans la lignée de l'iconographie qui à partir du XIIe siècle apparait en Languedoc et en Espagne, proposant une nouvelle interprétation du Jugement dernier.
Dans la représentation de la Jérusalem céleste, Pomposa adopte une iconographie similaire à certaines miniatures françaises des IXe – XIe siècle où une forteresse est représentée entourée d'un tissu urbain plus ou moins réaliste, civitas carrée ceinte de bastions crénelés et à tourelles. Entre la Nouvelle Jérusalem et l'Arma Passionis, le Christ apparaît avec le livre de vie à la main. Derrière lui les anges se rassemblent, tandis qu'à ses pieds, le long de la bande décorative inférieure, passe une procession en prières. Les anges avec trompettes, décrits dans l'Évangile de Matthieu, se trouvent en dessous et le Christ-juge est entouré par le collège des douze apôtres, comme décrit dans l'Évangile de Matthieu. Le point d'appui de cet autre élément pictural est une autre image du Fils de l'Homme que l'on retrouve dans le Pantocrator de Vitale da Bologna dans l'abside. L'iconographie est basée sur la tradition sculpturale des Jugements de la sculpture romane. Le Christ du second avènement sépare le bien du mal, comme décrit dans l'Évangile selon Matthieu (25: 31-33).
La colère correspond au clerc transpercé par l'épée, tandis que la fornication est personnifiée par une femme tirée par les cheveux, comme décrit dans l'Apocalypse de Pierre. Au bout de la vision de l'autre monde se détache la personnification de l'enfer : une tête dépourvue de corps résolue à mâcher les damnés, à mi-chemin entre les gorgonéions des Normands et les léviathans du nord de l'Europe suivant l'équus pallidus. Le monstre à cornes repose sur un grand pot rempli de sang dépourvu de damnés. Dans la scène concernant Abraham l'image inhabituelle d'un jeune moine apparaît, à genoux devant un moine plus âgé en soutane et la tête couverte par le capuchon. Peut-être s'agit-il d'une vision selon laquelle les âmes des morts se présenteraient aux vivants pour parler des tourments subis dans l'au-delà, allusion visionnaire de a naissance du purgatoire.
Dans l'abside, des fresques de Vitale da Bologna représentant le Christ en majesté avec des anges et des saints, et, en dessous, des évangélistes avec leurs symboles respectifs, des docteurs de l'Église (à droite) et des histoires de Saint Eustache dont sa conversion et son martyre (an bas, à droite le saint est martyrisé à l'intérieur d'un bœuf de bronze chauffé à rouge). Le Christ en majesté dans la mandorle bénit et tient dans sa main gauche le livre avec les mots "pacem meam do vobis". À droite du Rédempteur, avec une robe très précieuse brodée d'or, la Vierge Marie est représentée présentant l'abbé Andrea tandis que, de sa main gauche, elle tient un cartouche avec l'inscription tuam fili clementiam, une recommandation pour la communauté de Pomposa et pour l'humanité. À côté d'elle, le saint bénédictin est Guido, tandis qu'au premier plan se trouvent les saintes Catherine, Ursule, Hélène et Marie-Madeleine. Dans le registre inférieur, dans les espaces entre les fenêtres se trouvent Saint Martin de Tours et Saint Jean Baptiste. Les prophètes sont représentés dans les dix tondi sous l'arche, séparés au centre par un ange portant un cartouche avec l'inscription « Beati oculi qui vident quae vos videtis » (« Heureux les yeux qui voient les choses que vous voyez ») en référence à la vision céleste de la gloire de Dieu.
Une relique (un tibia) de l'abbé pomposien saint Guido, dont les restes se trouvent dans l'église San Giovanni de Speyer en Allemagne, a été placée en 2000 dans le bas côté gauche, offerte à l'abbaye par l'évêque de la ville allemande. L'abbé Guido est mort à Fidenza en 1046, alors qu'il se rendait à Pavie pour participer au synode convoqué par l'empereur allemand Henri III. Par la volonté de ce dernier, son corps a été enterré à Spire.

### Campanile

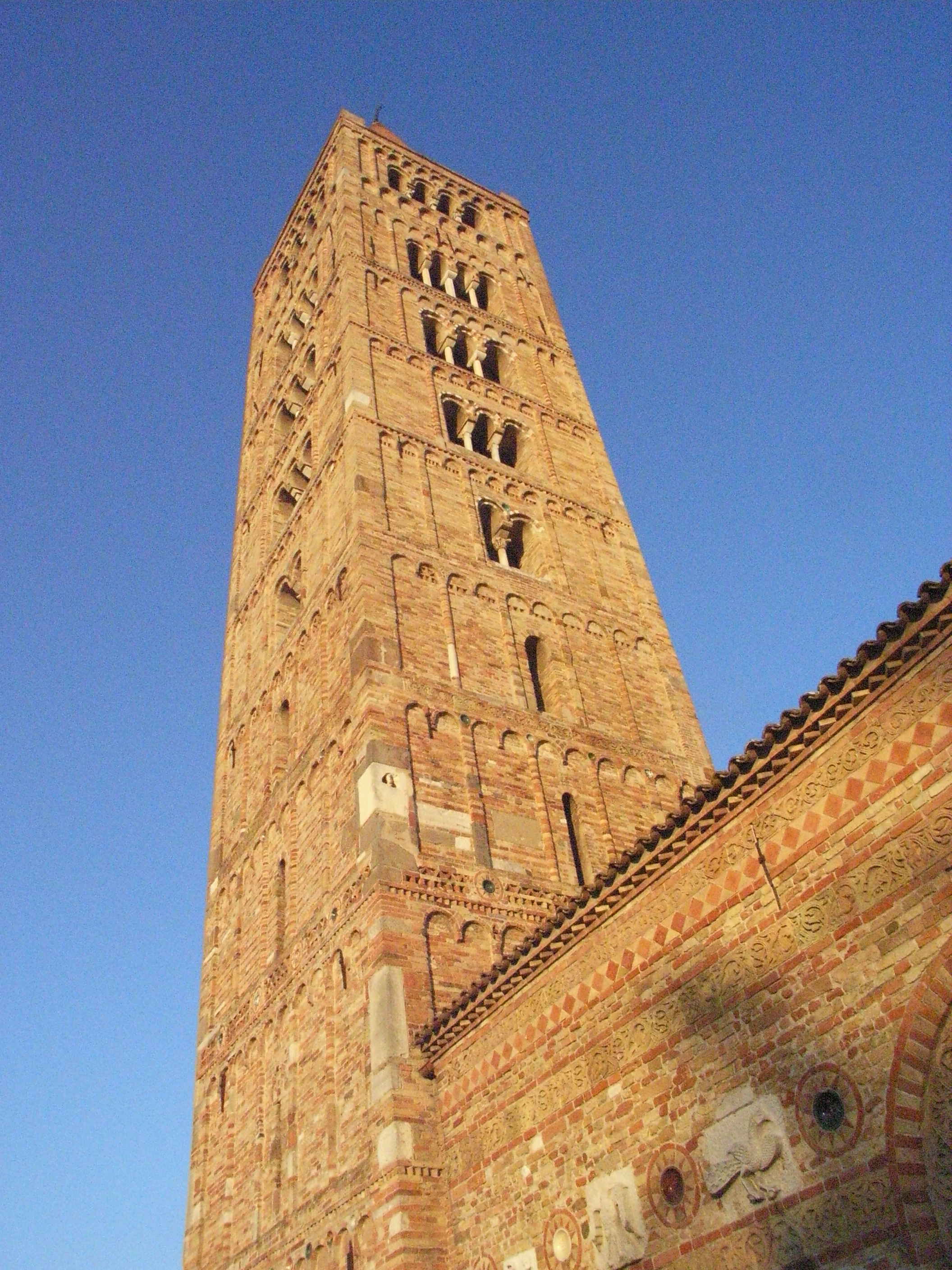
Campanile

Très haut par rapport au reste de l'édifice (48 mètres), le campanile date de 1063 et est de style roman-lombard. Il rappelle celui d'environ 75 mètres de l'abbaye de San Mercuriale dans la ville proche de Forlì. Grâce à une dalle, le nom de l'architecte qui a conçu le clocher et dirigé les travaux de construction est connu, il s'agit de Deusdedit. Partant de la base vers le haut du clocher, les fenêtres se multiplient et s'élargissent selon une pratique fréquente à cette période qui servait à alléger le poids de la tour et à mieux propager le son des cloches. De bas en haut, il y a des fenêtres simples, doubles, triples et à quatre ouvertures.

### Monastère

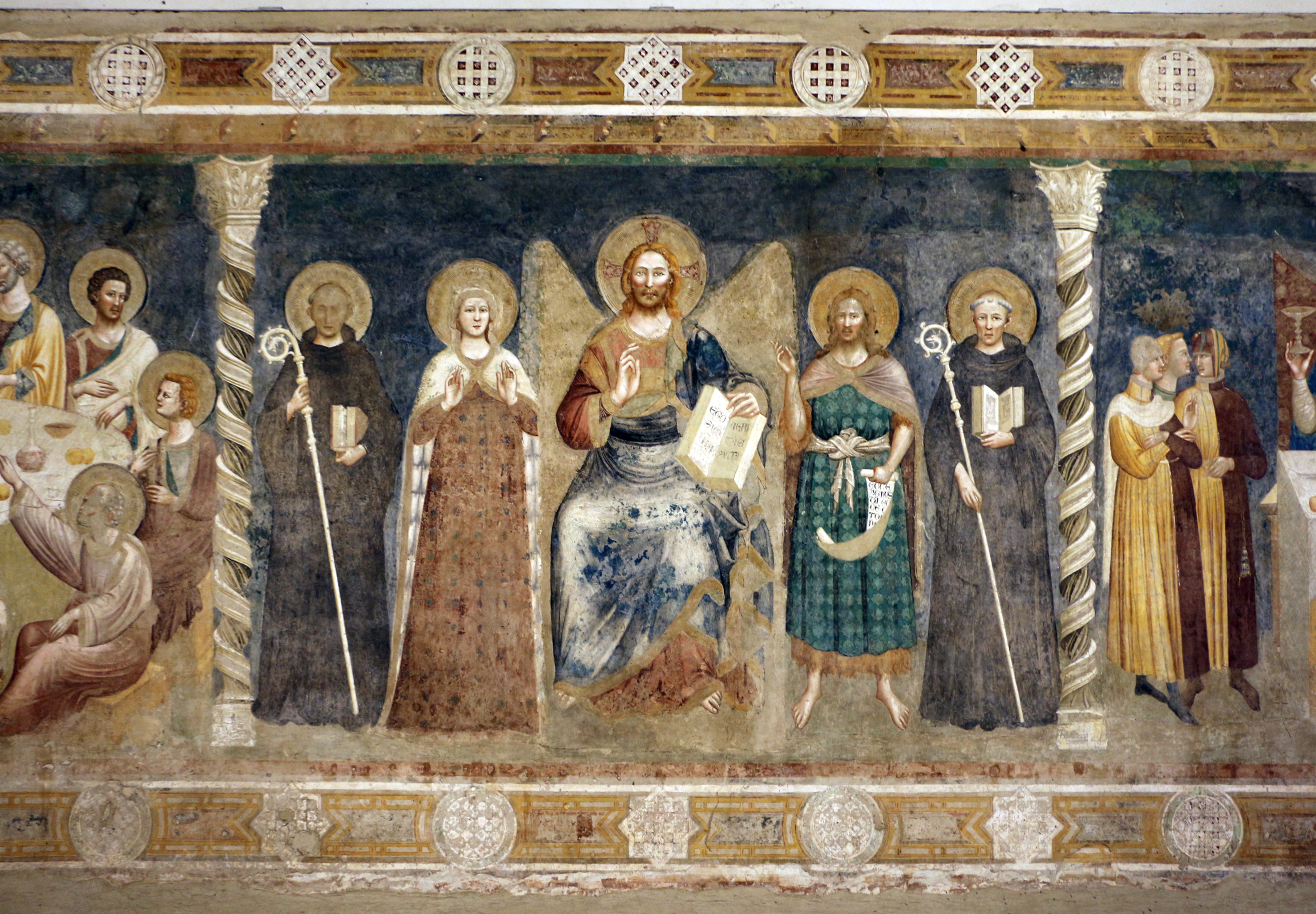
Réfectoire, deesis.

La salle capitulaire est ornée de fresques du début du XIVe siècle par un élève de Giotto représentant saint Benoît et des prophètes (mur nord), San Guido et des couples de prophètes (mur sud), la Crucifixion (mur est) ; le cycle de fresques du mur du fond du réfectoire est le plus précieux cycle de fresques de l'abbaye, attribué à un maître de Rimini, peut-être le Maître de Tolentino. Au centre, figure Déisis (Christ entre la Vierge, saint Jean, saint Benoît, saint Guido), à gauche la Dernière Cène, à droite le miracle de saint Guido.

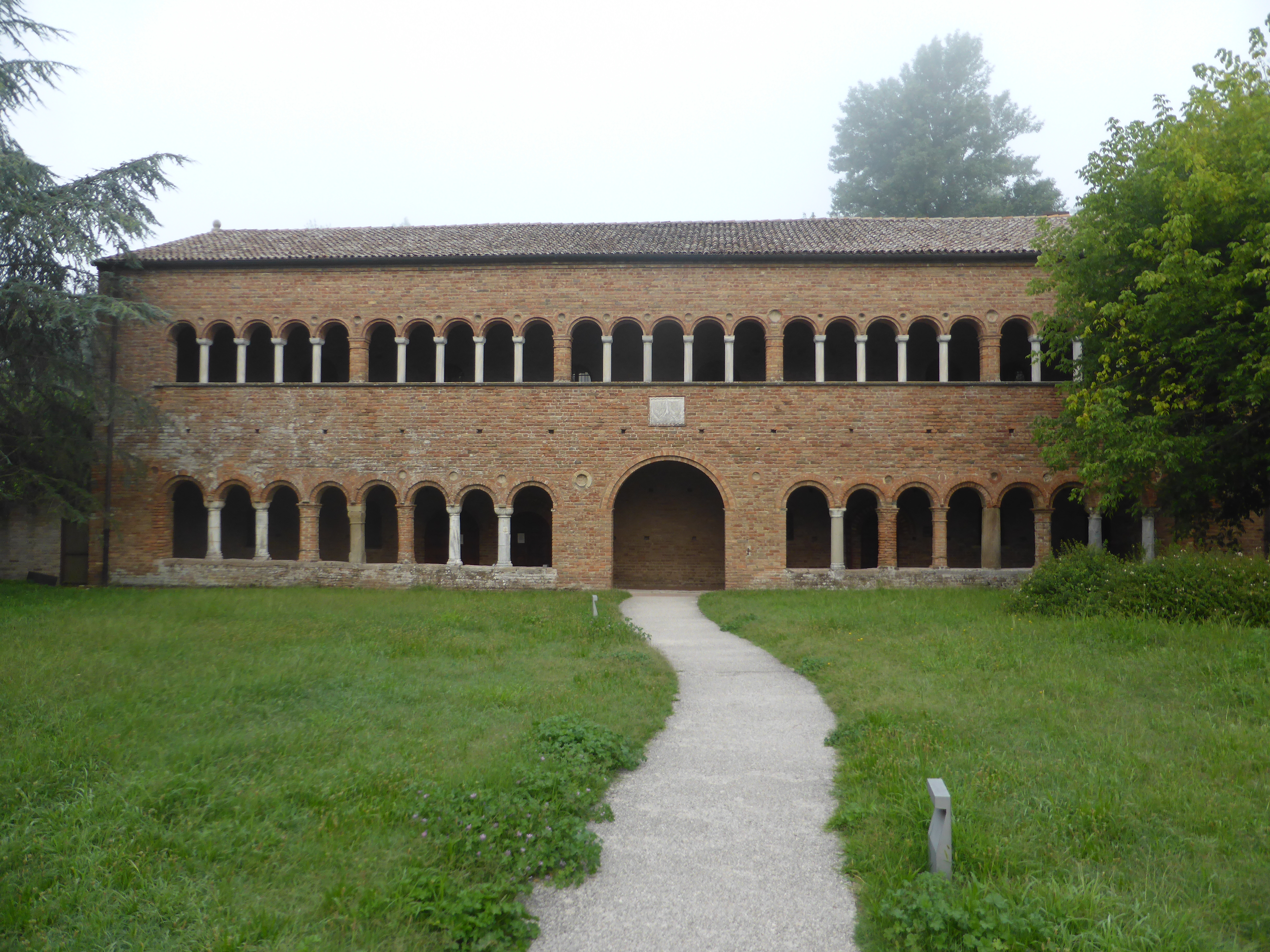
Palais della Ragione.

A noter également le Palazzo della Ragione, lieu où les abbés de Pomposa ont administré la justice.

### Musée Pomposiano
Dans le musée, situé dans l'ancien dortoir des moines, sont conservés des objets de l'église abbatiale et du complexe monastique, en particulier, des objets en marbre, des céramiques, des objets liturgiques et des fresques détachées.

## Dimensions
Clocher
- Hauteur 48,5 m.
- Epaisseur de paroi à la base 1,70 m
- Côté extérieur de la base 7,70 m

Extérieur
- Longueur incluant l'atrium et l'abside 44,0 m
- Largeur de la façade de l'atrium 18,35 m
- Hauteur en haut du toit 14,10 m

Intérieur
- Longueur de l'atrium 6,35 m
- Longueur de la nef, y compris l'abside 35,65 m
- Profondeur de l'abside 5,0 m
- Largeur d'allée principale 7,75 m
- Largeur autre allée 4,15 m
- Largeur totale 17,5 m
- Entrecolonnement des travées originales 3,17 m
- Entrecolonnement des travées ajoutées 3,92 m
- Hauteur de l'arche 5,40 m
- Hauteur du bassin de l'abside à partir du sol 9,90 m

Autres bâtiments du complexe
- Palais della Raggione 31,85 × 12,50 m
- Salle capitulaire 10,50 × 9,85 m
- Réfectoire 24,30 × 10,85 m
- Cloître 18,40 × 18,40 m

Pour une comparaison avec les autres principales églises romanes de la région, tableau avec les principales mesures est fourni
|                                 | Cathédrale de Plaisance | Cathédrale de Fidenza   | Cathédrale de Parme     | Cathédrale de Modène                      | Abbaye de Nonantola | Cathédrale de Ferrare          | Abbaye de Pomposa                  | Abbaye de San Mercuriale         |
| ------------------------------- | ----------------------- | ----------------------- | ----------------------- | ----------------------------------------- | ------------------- | ------------------------------ | ---------------------------------- | -------------------------------- |
| Longueur externe totale         | 85,0 m                  | 50,5 m                  | 81,7 m (sans le porche) | 66,9 m                                    | 45,4 m              | 65,0 m (moins le chœur 48,5 m) | 44,0 m (avec oreillette et abside) | {{unité[32,5\|m}} courant 46,2 m |
| Longueur intérieure totale      | -                       | 47,0 m                  | 78,5 m                  | 63,1 m                                    | 52,0 m              | -                              | 42,0 m                             |                                  |
| Largeur totale de la façade     | 32,0 m                  | 26,6 m (avec les tours) | 28,0 m                  | 24,7 m                                    | 25,1 m              | 22,8 m                         | 18,35 m                            | 15,40 m (hors clocher)           |
| Hauteur de la façade extérieure | 32,0 m                  | -                       | 29,0 m                  | 22,3 m (avec pinacles 29,6 m)             | -                   | 17,0 m                         | 14,1                               | 12,85 m                          |
| Hauteur du clocher              | 71 m                    | -                       | À 64 m                  | 86,12 m (dont l'élévation du XIVe siècle) | -                   | 45 m                           | 48,5 m                             | 75,58 m                          |

## Source de traduction
- (it) Cet article est partiellement ou en totalité issu de l’article de Wikipédia en italien intitulé « Abbazia di Pomposa » (voir la liste des auteurs).